# Segmentacja pamięci
Segmentacja pamięci – jedna z metod ochrony pamięci, używana przy wielozadaniowości. Każdy proces otrzymuje swój własny obszar pamięci, realizowany poprzez rejestry segmentowe.
Segmentacja pamięci polega na podzieleniu przez procesor pamięci fizycznej na fragmenty o określonym początku, rozmiarze, atrybutach i identyfikatorze. System tworzy takie segmenty na żądanie aplikacji, przekazując jej jedynie identyfikatory nie pozwalające na odczytanie parametrów segmentów. Programy odwołują się zatem do kolejnych komórek pamięci w ramach należących do nich segmentów, nie wiedząc nic o tym, w jakie miejsca pamięci fizycznej trafiają odwołania do nich. Procesy nie mają też prawa „widzieć” segmentów należących do innych programów – w czasie przekazywania kontroli procesowi system musi zablokować definicje segmentów należących do pozostałych procesów, przy każdym przełączeniu blokując segmenty wyłączanego programu i na nowo uaktywniając segmenty programu aktywowanego.
Segmenty mają swoje zalety. Największą jest prostota relokacji kodu i danych; ponieważ nie jest ważne gdzie w pamięci fizycznej zakotwiczony jest segment, program może odwoływać się do kolejnych słów pamięci w ramach segmentu, zawsze licząc od zera do końca segmentu. Konieczne dodawanie adresów realizuje sprzętowo układ zarządzający pamięcią.
Okazuje się jednak, że wady segmentacji przeważyły nad zaletami. Pierwsze implementacje segmentowanej pamięci wirtualnej narzucały dość poważne ograniczenia na rozmiary segmentów, zmuszając programistów do dzielenia kodu programów oraz bloków danych w sposób nienaturalny i utrudniając tworzenie naprawdę dużych struktur danych. Nawet po zniesieniu tego ograniczenia okazało się, że dzielenie programu na logiczne części jest skomplikowane, a normalną pracę systemu i programu można osiągnąć znacznie prostszymi środkami.
Segmentacja jest rozwiązaniem bardzo eleganckim, lecz na tyle kłopotliwym, że obecnie praktycznie się jej nie stosuje. W mikroprocesorach zgodnych z architekturą Intel 80386 (i późniejszych) nie można wyłączyć mechanizmu segmentacji. Aby segmentację uczynić niewidoczną, Linux wykorzystuje jeden segment o adresie bazowym 0x0 i rozmiarze 4GB. W celu ochrony pamięci, zamiast segmentacji stosuje się mechanizm stronicowania, który jest niezależny od segmentacji.